# Mona Lisa de Isleworth

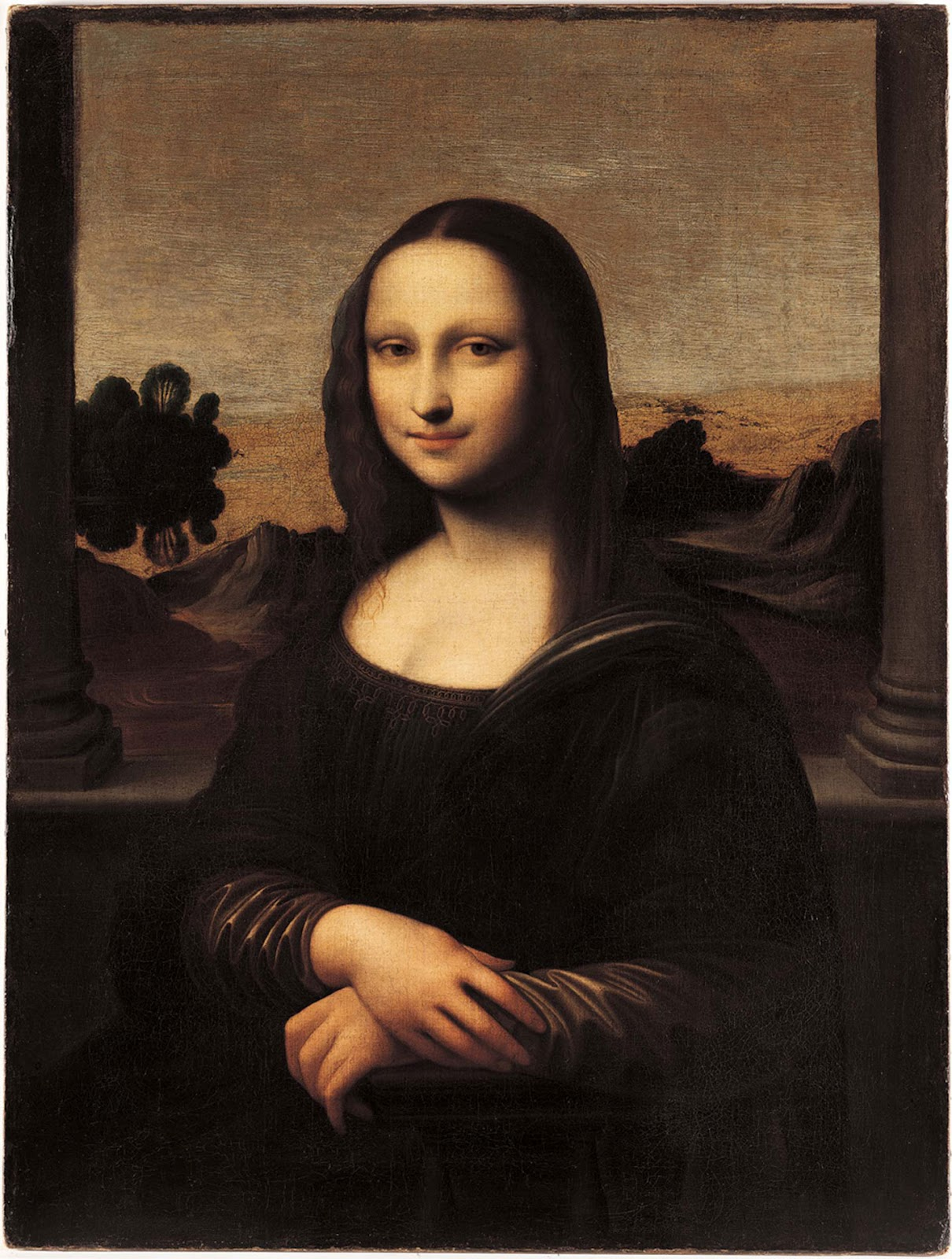
La Mona Lisa de Isleworth.

La llamada Mona Lisa de Isleworth es una obra pictórica que tradicionalmente se ha considerado como una copia de La Gioconda, aunque también se ha sugerido que pudo ser una versión anterior a la del famoso cuadro del Museo del Louvre. Según esta hipótesis, que sigue siendo discutida, habría sido realizada por el propio Leonardo da Vinci. En 2013, la prensa internacional publicó que las pruebas de radiocarbono realizadas sobre el cuadro por la Swiss Federal Institute of Technology demuestran que la tela fue confeccionada entre 1410 y 1455 (sin embargo, no se especifica la fecha en que esta fue pintada).
Existen varias diferencias entre los dos cuadros: en primer lugar, la retratada en la Mona Lisa de Isleworth es claramente una mujer más joven que la persona retratada en La Gioconda; por otra parte, mientras La Gioconda expuesta en el Louvre está pintada sobre madera, en concreto una tabla de álamo, la Mona Lisa de Isleworth está pintada sobre lienzo.
Otra diferencia es el tamaño de los dos cuadros y que el paisaje de fondo de la Mona Lisa de Isleworth tiene muchos menos detalles que el de La Gioconda.

## Procedencia
Comprado por el coleccionista Hugh Blaker en 1913 a una familia aristocrática del Reino Unido, éste lo guardó en su estudio en el suburbio londinense de Isleworth antes de enviarlo a los Estados Unidos para salvaguardarlo durante la Primera Guerra Mundial. La obra fue adquirida en 1962 por Henry Pulitzer y luego fue heredada por su pareja, Elizabeth Meyer, en 1979. La pintura estuvo depositada en un banco de Suiza desde 1975 hasta el año 2003. Cuando su propietaria falleció, en el año 2008, fue comprada por un consorcio. Este consorcio creó en 2010 una institución denominada Mona Lisa Foundation que trata de demostrar que la pintura fue ejecutada por Leonardo con anterioridad a la Gioconda del Museo del Louvre.

## Controversia
Algunos expertos en la materia mantienen que se trata simplemente de una copia temprana, y bien hecha, del original. En este sentido, dos de los estudiosos más reconocidos de la obra de Leonardo, el italiano Carlo Pedretti, de la Universidad de California, y el británico Martin Kemp, de la Universidad de Oxford, dudan de la autoría.